# Торе Елена (Катанцаро)
Торе Елена је насеље у Италији у округу Катанцаро, региону Калабрија.
Према процени из 2011. у насељу је живело 11 становника. Насеље се налази на надморској висини од 285 м.